# خط ۱ متروی پاریس
خط ۱ متروی پاریس یکی از ۱۶ خط مترو پاریس است که در سال ۱۹۰۰ به مناسبت نمایشگاه جهانی بازگشایی شد و امروز ایستگاه لدفانس (به فرانسوی:La Défense)در شرق را به ایستگاه شاتو دو ونسان (به فرانسوی:Château de Vincennes) در غرب وصل می‌کند.. طول این خط ۱۶٫۵ کیلومتر است. این خط مترو پر رفت‌وآمدترین خط مترو است که در سال ۲۰۱۰ ۲۰۷ میلیون مسافر داشته‌است و تعداد مسافرین در روز به ۷۲۵ هزار نفر برآورد شده‌است.

## نگارخانه

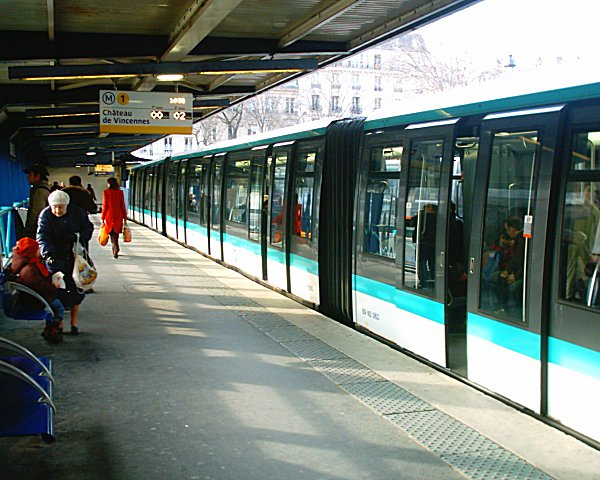
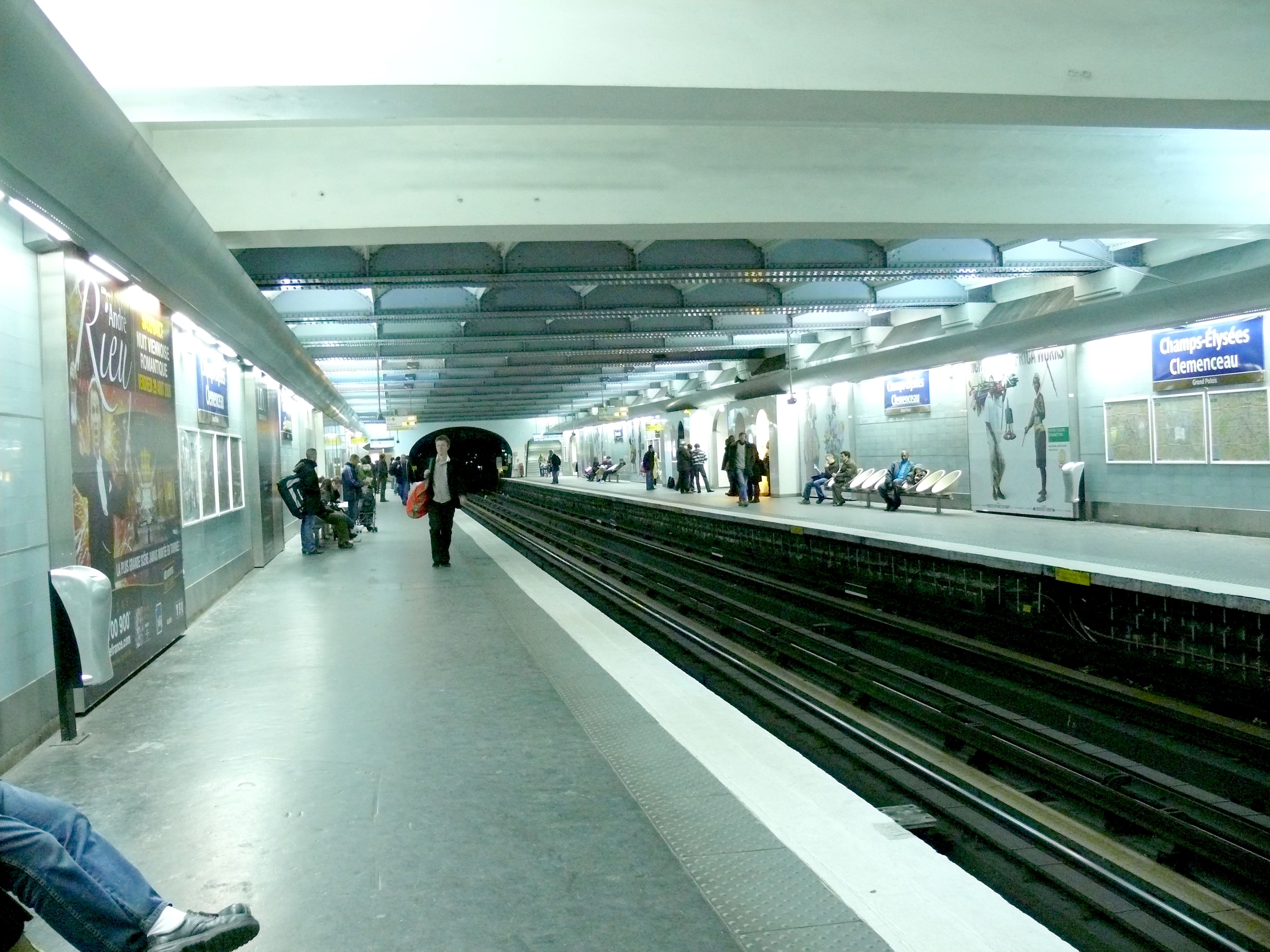
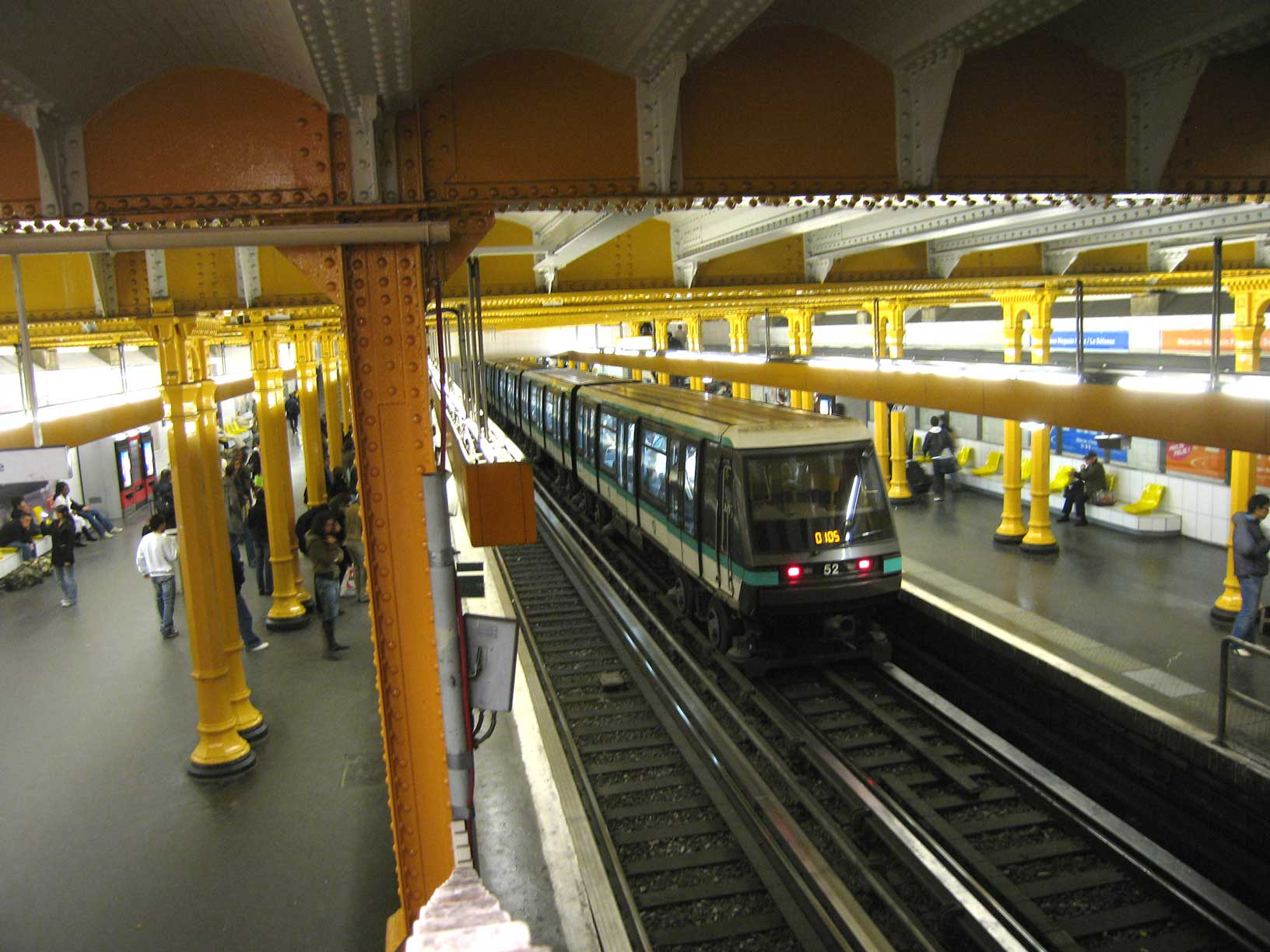
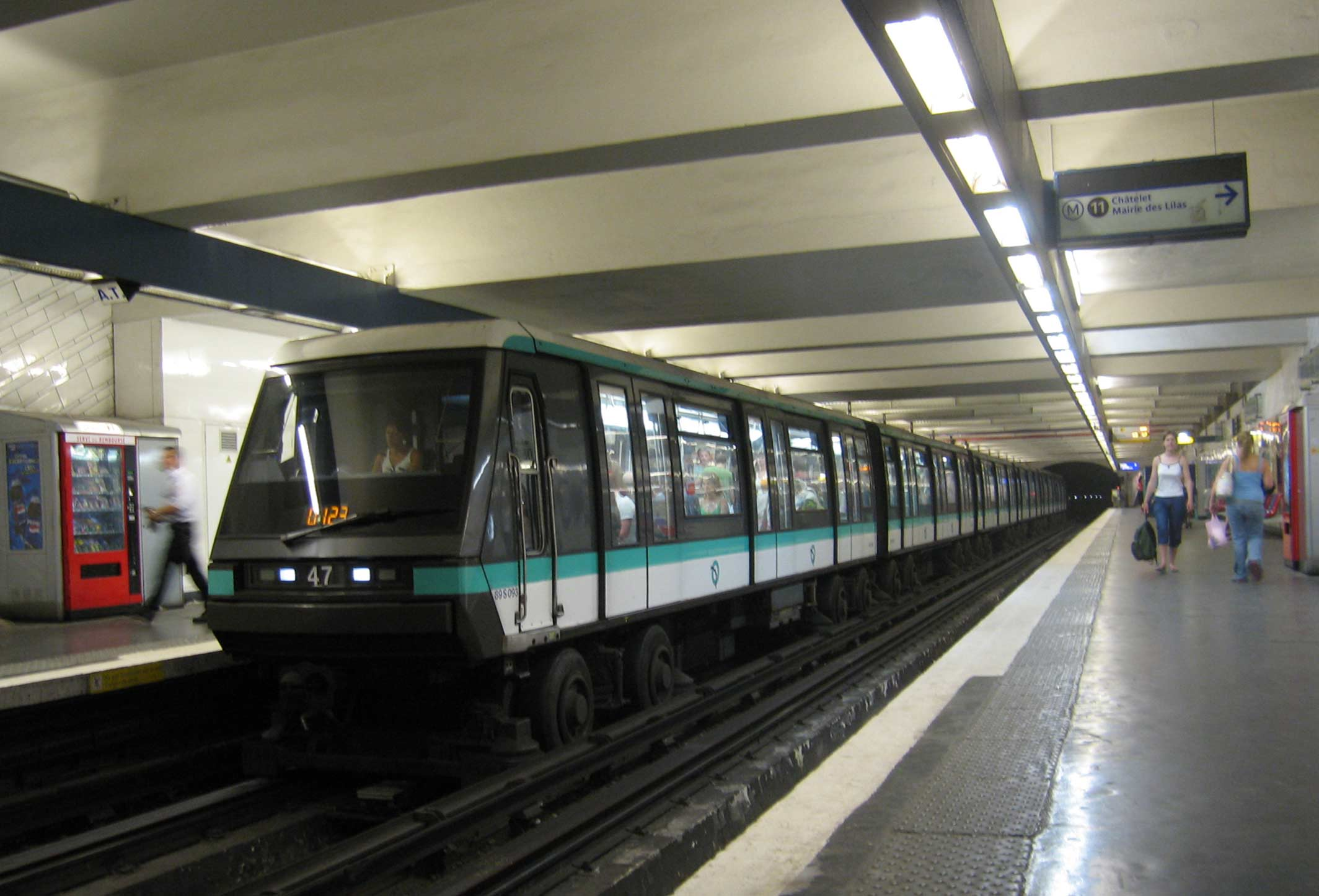
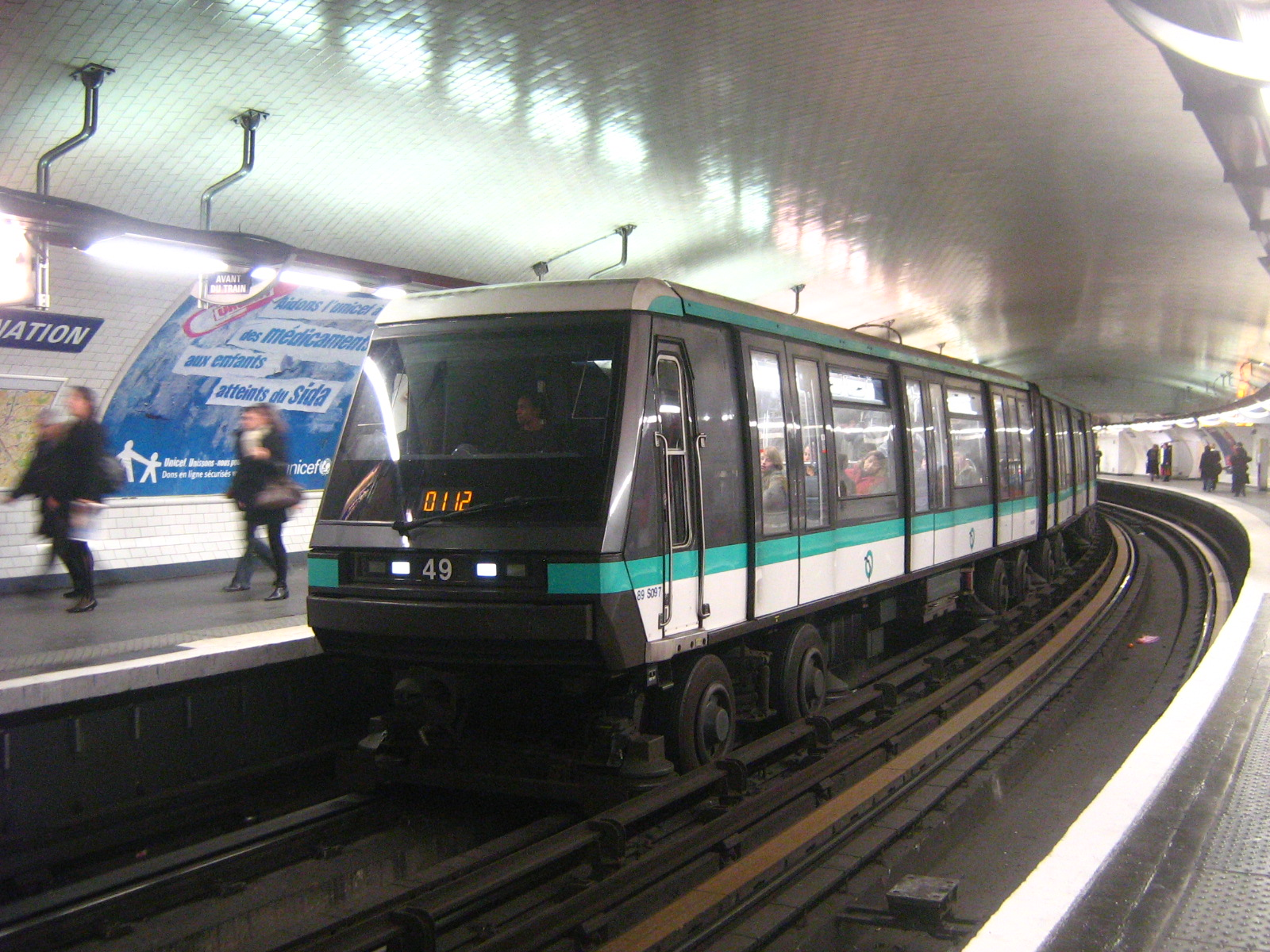
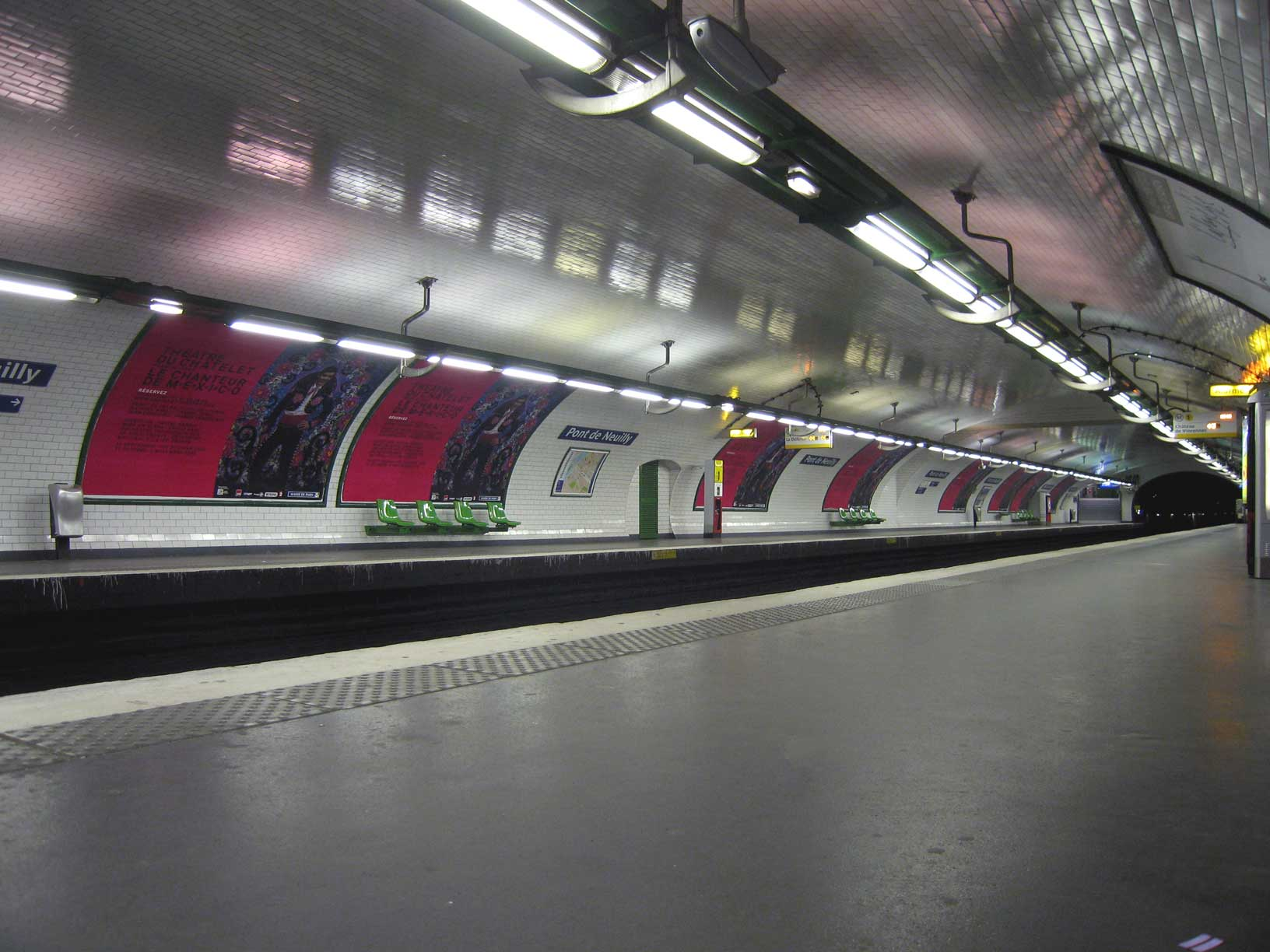
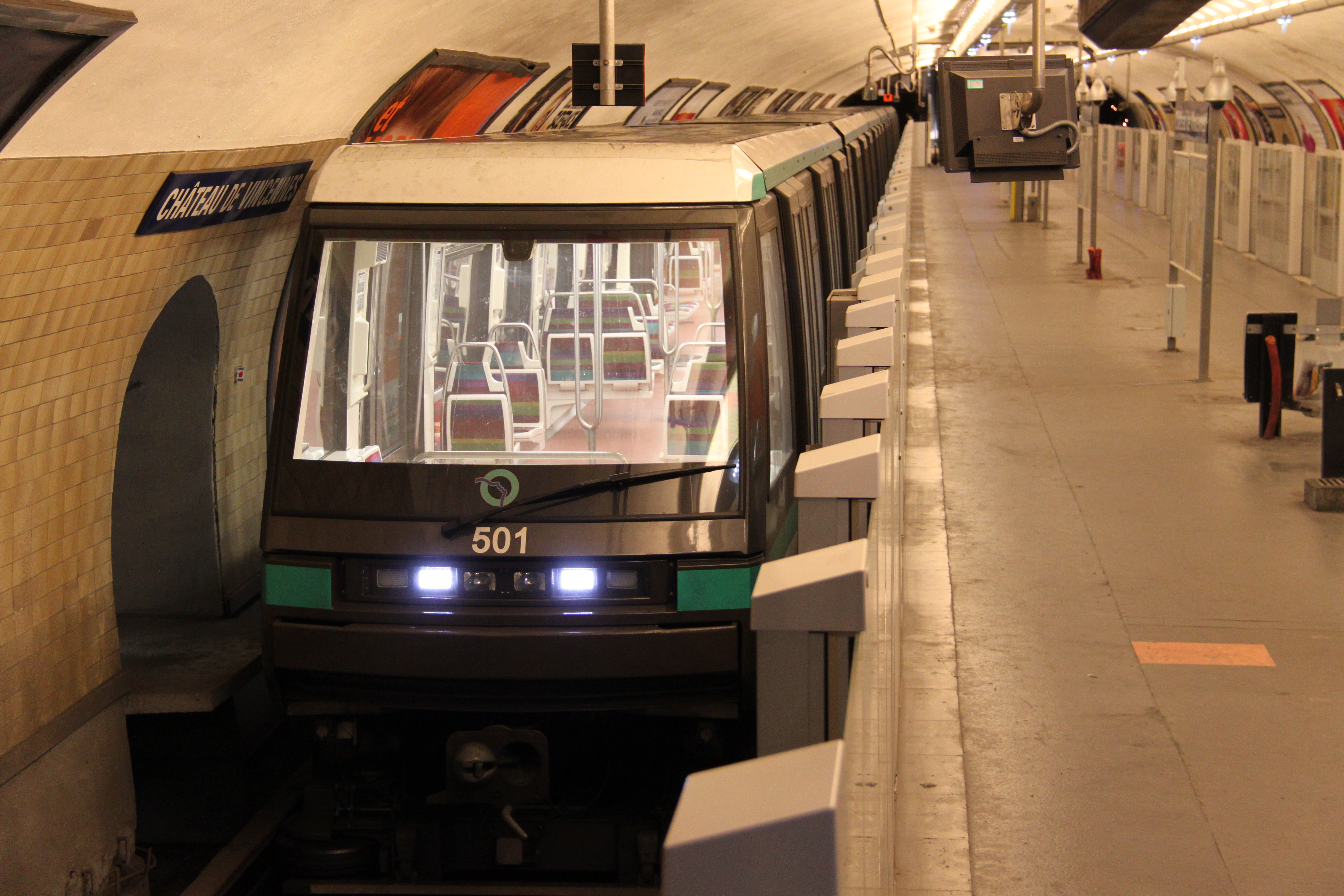

## نقشۀ ایستگاه‌های خط ۱ متروی پاریس

نقشۀ خط 1 مترو پاریس